# Portretul lui Dorian Gray
Portretul lui Dorian Gray (în engleză The Picture of Dorian Gray) este un roman scris de Oscar Wilde. Cartea, singurul roman terminat al lui Oscar Wilde, este astăzi una din cele mai cunoscute opere ale sale. Publicat prima dată în 1890 în revista Lippincott's, Portretul lui Dorian Gray a fost republicat în 1891, într-o variantă revizuită și extinsă de Wilde, care a eliminat anumite pasaje controversate și a adăugat 7 capitole și o prefață aforistică.

## Scurtă descriere a intrigii
În Anglia victoriană, Lordul Henry Wotton îl observă pe artistul Basil Hallward pictând portretul lui Dorian Gray, un tânăr bogat care este muza supremă a lui Basil. Hedonistul Lord Henry crede că frumusețea este singurul aspect al vieții care merită urmărit, determinându-l pe Dorian să își dorească ca portretul său să îmbătrânească în locul său.
Sub influența lordului Henry, Dorian își explorează pe deplin senzualitatea. El o descoperă pe actrița Sibyl Vane, care joacă piese de Shakespeare într-un teatru mizerabil, din clasa muncitoare. Dorian o curtează și, în curând, o cere în căsătorie. Sibyl, îndrăgostită, îl numește „Făt-Frumos”. Fratele ei, James, o avertizează că dacă „Făt-Frumos” îi va face rău, îl va ucide.
Dorian îi invită pe Basil și pe lordul Henry să o vadă pe Sibyl jucând într-o piesă de teatru[a]. Sibyl, prea îndrăgostită de Dorian pentru a juca, are o prestație slabă, ceea ce îi face pe Basil și pe lordul Henry să creadă că Dorian s-a îndrăgostit de Sibyl din cauza frumuseții ei și nu a talentului ei. Jenat, Dorian o respinge pe Sibyl, spunând că actoria este frumusețea ei; fără aceasta, ea nu-l mai interesează. Întorcându-se acasă, Dorian observă că portretul s-a schimbat; dorința lui s-a împlinit, iar bărbatul din portret poartă un rânjet subtil de cruzime.
Mustrat de conștiință și singur, Dorian decide să se împace cu Sibyl, dar este prea târziu; ea s-a sinucis. Raționalizându-și cruzimea, tânărul decide că nu are nevoie de dragoste, deoarece nemurirea îl protejează de orice consecință. Dorian încuie portretul și, timp de optsprezece ani, experimentează toate viciile, influențat de un roman francez otrăvitor din punct de vedere moral pe care i l-a dăruit Lordul Henry.
Într-o seară, înainte de a pleca la Paris, Basil se duce la casa lui Dorian pentru a-l întreba despre zvonurile legate de senzualismul său indulgent. Dorian nu neagă desfrânarea sa și îl duce pe Basil să vadă portretul. Portretul a devenit atât de hidos încât Basil îl poate identifica ca fiind al său doar după semnătura de pe el. Îngrozit, Basil îl imploră pe Dorian să se roage pentru mântuire; înfuriat de reacția lui Basil, Dorian îl înjunghie mortal. Dorian îl șantajează apoi pe un vechi prieten, omul de știință Alan Campbell, pentru a-și folosi cunoștințele de chimie în vederea distrugerii corpului lui Basil. Alan se sinucide mai târziu.
Pentru a scăpa de vinovăția crimei sale, Dorian se duce la o sală de opium, unde, fără să știe, se află un James Vane mai în vârstă. James căuta să se răzbune pe Dorian încă de la moartea lui Sibyl, dar nu avea nicio pistă de urmat, deoarece singurul lucru pe care îl știa despre Dorian era porecla pe care aceasta i-o dădea. Acolo, însă, aude pe cineva care se referă la Dorian ca la „Făt-Frumos”. James îl abordează pe Dorian, care îl păcălește, făcându-l să creadă că este prea tânăr pentru a o fi cunoscut pe Sibyl, deoarece fața lui este încă cea a unui tânăr. James cedează și îl eliberează pe Dorian, dar este apoi abordat de o femeie din bârlog, care îi reproșează lui James că nu l-a ucis pe Dorian. Ea confirmă identitatea lui Dorian și explică faptul că acesta nu a îmbătrânit de optsprezece ani.
James începe să îl urmărească pe Dorian, care începe să se teamă pentru viața sa. În timpul unei partide de vânătoare, un vânător îl ucide din greșeală pe James, care se ascundea într-un tufiș. La întoarcerea la Londra, Dorian îi spune bătrânului lord Henry că va trăi corect de acum înainte. Noua sa probitate începe prin a nu-i frânge în mod deliberat inima lui Hetty Merton, actualul său interes romantic. Dorian se întreabă dacă bunătatea sa nou descoperită a anulat corupția din tablou, dar când se uită la el, vede o imagine și mai urâtă a sa. Din acest moment, Dorian înțelege că nu poate fi niciodată cu adevărat răscumpărat, deoarece dorește doar să fie absolvit de păcatele sale, fără să creadă cu adevărat că ceea ce a făcut este greșit.
Decizând că numai o mărturisire completă va fi suficientă, Dorian găsește cuțitul cu care l-a ucis pe Basil și înjunghie tabloul într-un acces de furie.
Servitorii săi se trezesc auzind un strigăt din camera încuiată; pe stradă, un trecător care a auzit și el strigătul cheamă poliția. La intrarea în camera încuiată, servitorii găsesc un bătrân înjunghiat în inimă, cu o figură veștejită și decrepită. Ei identifică cadavrul ca fiind Dorian doar după inelele de pe degete, în timp ce portretul de lângă el este din nou frumos.

## Traduceri în limba română

### Carte tipărită
- Oscar Wilde, Portretul lui Dorian Gray, traducere din engleză Viorica Hangic și Pericle Martinescu, Editura Moderna, București, 1942
- Oscar Wilde, Portretul lui Dorian Gray, traducere din engleză Tilia Holda și Darie Luca, editura Pygmalion, Iași, 1946
- Oscar Wilde, Portretul lui Dorian Gray, traducere din engleză Dumitru Mazilu, Editura pentru literatură, 1967, ediția a II-a 1969; Adevărul Holding, București, 2011, ISBN:978-606-539-902-0 ; Editura Litera, 2014.
- Oscar Wilde, Portretul lui Dorian Gray, traducere din engleză de Răzvan Taliu, Editura LEDA, 2005, 973778670x; (Ediția a 2-a) 2007, ISBN: 978-973-102-060-0
- Oscar Wilde, Portretul lui Dorian Gray, traducere din engleză de Andreea Șeler, Editura Gramar, 2012,  ISBN: 978-606-8395-18-0
- Oscar Wilde, Portretul lui Dorian Gray, traducere din engleză și note de Antoaneta Ralian, Editura Humanitas Fiction, Colecția Raftul Denisei, București, 2014
- Oscar Wilde, Portretul lui Dorian Gray, traducere din engleză de Radu Tătărucă, Editura Cartier, ediția a IV-a, 2016 ISBN: 9789975861250

### Format electronic
- Oscar Wilde, Portretul lui Dorian Gray, traducere din engleză de Magda Teodorescu. Prefață de Mircea Mihăieș. Editura Polirom, Colecția Top 10+, 2012, format ePub (Adobe DRM) ISBN EPUB: 978-973-46-2828-5 și format PDF (Adobe DRM) ISBN PDF: 978-973-46-2829-2
- Oscar Wilde, Portretul lui Dorian Gray, traducere din engleză de Radu Tătărucă, Editura Cartier, ediția a III-a, 2012, Format: epub, ISBN: 9789975797573